# Houplines
Houplines (ndl.: "Opline") ist eine französische Gemeinde mit 7907 Einwohnern (Stand 1. Januar 2022) im Département Nord in der Region Hauts-de-France. Sie gehört zum Arrondissement Lille und zum Kanton Armentières.
Nachbargemeinden von Houplines sind Comines-Warneton (Ortsteil Ploegsteert) im Norden, Frelinghien im Nordosten, Pérenchies im Südosten, Prémesques im Süden, La Chapelle-d’Armentières im Südwesten und Armentières im Westen.

## Bevölkerungsentwicklung
| Jahr      | 1962 | 1968 | 1975 | 1982 | 1990 | 1999 | 2007 | 2017 |
| Einwohner | 5934 | 6398 | 7403 | 7924 | 7609 | 7862 | 7570 | 7805 |

## Sehenswürdigkeiten
- Hôtel de ville
- Kirche Saint-Charles
- Kirche Sainte-Anastasie (siehe auch: Liste der Monuments historiques in Houplines)
- Les Cimetières du Commonwealth (Houplines Communal Cemetery Extension und Ferme Buterne Military Cemetery) – alle aus der Zeit nach dem Ersten Weltkrieg

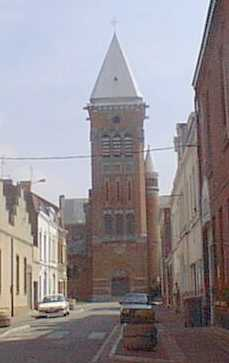
Kirche Saint-Charles
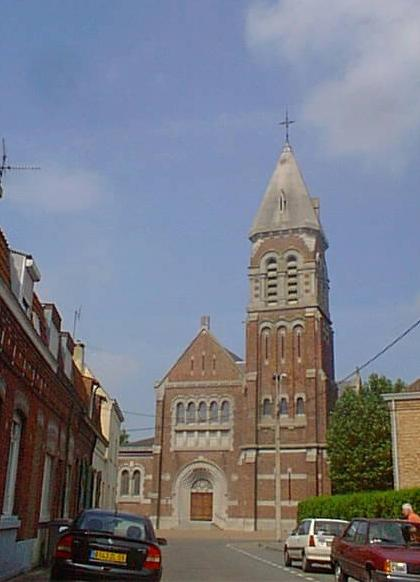
Kirche Sainte-Anastasie

## Gemeindepartnerschaften
- Kirchhundem (Nordrhein-Westfalen)

## Persönlichkeiten
- Henri Becquart (1891–1953), Politiker der Dritten Republik